# Evženie Švédská
Princezna Evženie Švédská a Norská (Šarlota Evženie Augusta Amálie Albertina; 24. dubna 1830, Stockholm – 23. dubna 1889, Stockholm) byla členka královského rodu Bernadotte a filantropka a amatérská umělkyně.

## Biografie

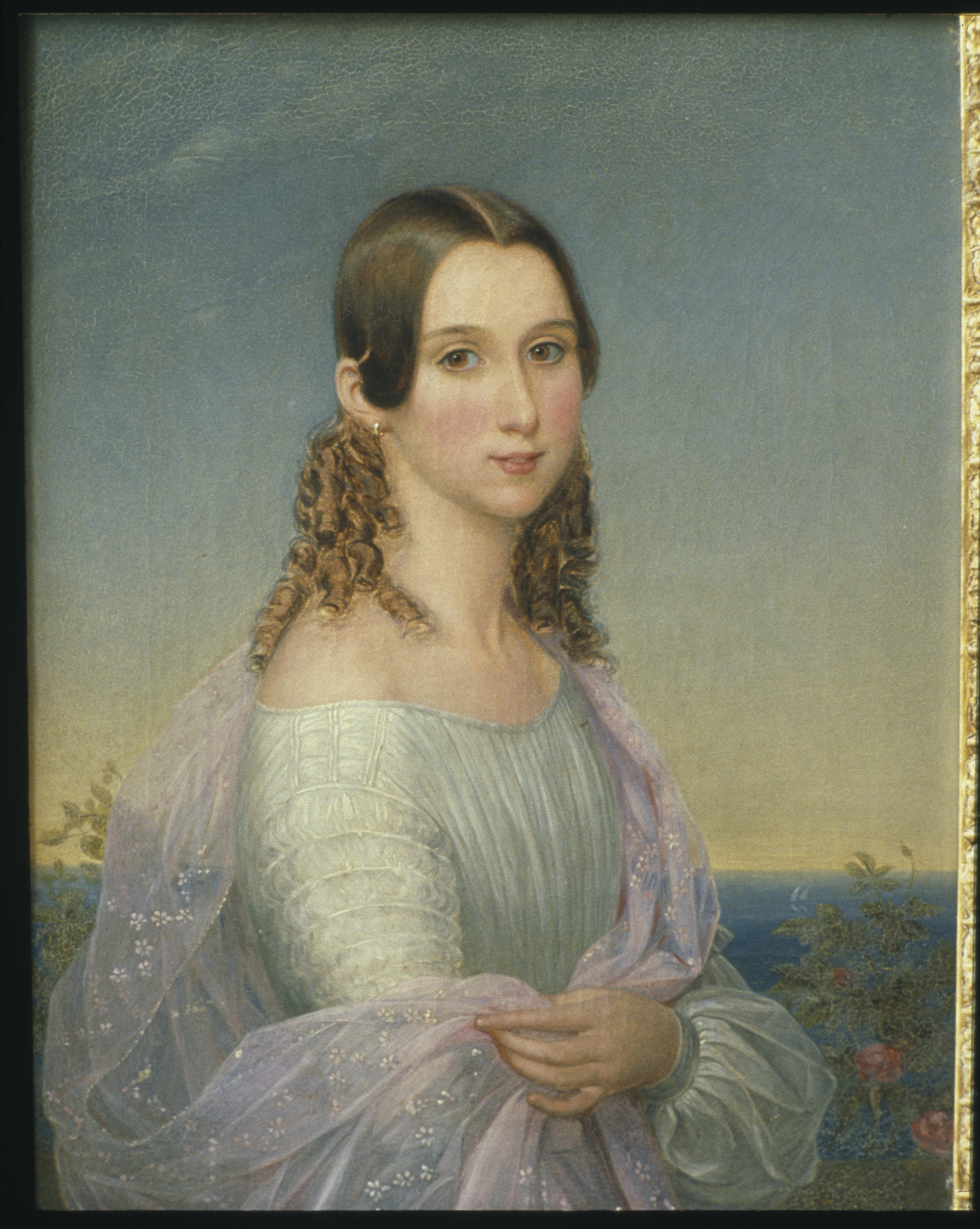
Evženie Švédská a Norská

Evženie se narodila jako čtvrté dítě a jediná dcera krále Oskara I. Švédského a Joséphine de Beauharnais mladší. Byla pojmenována po svém dědečkovi z matčiny strany Evženovi de Beauharnais.
Později o svém dětství napsala: „V průběhu svého dětství jsem nikdy neměla za kamarádku dívku v mém věku. Ani jsem nikdy neměla panenku, ale výhradně jsem hrála chlapecké hry se svými bratry.“ Obzvlášť si užívala léta v Tullgarnském paláci. Jejím nejbližším přítelem byl princ Gustav, vévoda z Upplandu, její o tři roky starší bratr. Později řekla, že během svého dětství si přála být chlapcem, jako byli její bratři. Princezna Evženie byla svěřena pod dohled Karen Ankerové a se svými sourozenci byla vzdělávána královským dvorním kaplanem J. G. Lundbergem pod dohledem královské vychovatelky, hraběnky Christiny Ulriky Taubeové. Ankerová a Lundberg byli oba dominantní osobnosti, což pravděpodobně zformovalo submisivní osobnost Evženie. V roce 1843 doprovázela své rodiče na jejich cestě k babičce z matčiny strany do Bavorska. Evženie byla později známá svou křehkou konstitucí. Ta byla přičítána skutečnosti, že jeden z učitelů sourozenců onemocněl tuberkulózou, ale bylo mu dovoleno zůstat v zaměstnání, což mohlo mít vliv na zdraví dětí. V roce 1844 onemocněla těžkým nachlazením.

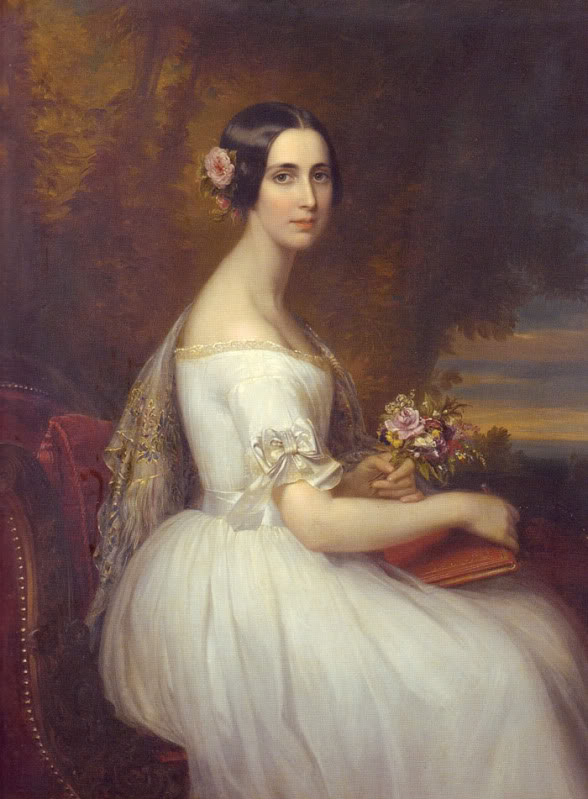
Princezna Evženie Švédská

Princezna Evženie byla biřmována 25. října 1845 v královské kapli ve Stockholmském královském paláci a od té doby byla považována za dospělou. Současníci ji popisují jako ženu s pravidelnými rysy, krásnýma rukama a velkýma, zářícíma tmavýma očima. Evženie doprovodila v roce 1846 svého bratra Karla do Pruska. Dostala návrh k sňatku od francouzského císaře Napoleona III. a také od princů z Dánska a Německa, ale nakonec se za nikoho z nich neprovdala. Důvodem bylo pravděpodobně to, že se nechtěla vdávat. Sama prohlásila, že oceňuje „sladký, nezávislý život“, který jí její svobodný stav poskytoval. Podle občanského zákoníku z roku 1734 byly všechny neprovdané ženy v poručnictví svého nejbližšího mužského příbuzného, pokud nepožádaly o zákonnou plnoletost, a když zákonná reforma v roce 1858 umožnila, aby neprovdané ženy byly automaticky prohlášeny za zákonně plnoleté jednoduchou žádostí k nejbližšímu soudu, patřila Evženie k prvním ženám, které tohoto právo využily. Měla velký zájem o umění a byla aktivní jako skladatelka, malířka, sochařka a spisovatelka.
Rok 1852 znamenal v jejím životě velkou krizi. Toho roku královská rodina onemocněla při návštěvě Osla. Zemřel její oblíbený bratr a nejbližší přítel, princ Gustav, vévoda z Upplandu, což mělo velký vliv na její citový život. Sama měla zápal plic a její zdraví se z toho nikdy skutečně nevzpamatovalo. Po zbytek života trpěla problémy s hrudníkem a měla potíže s chůzí. V roce 1860 její lékař Magnus Huss doporučil, aby odjela na Gotland. V létě téhož roku ostrov navštívila a od roku 1861 trávila každé léto ve své vlastní vile Fridhem u Visby, kde se cítila o něco lépe. V zimě stále bydlela ve svých bytech v královském paláci ve Stockholmu, ale byla nucena se omezit na menší místnosti paláce, které mohly být v chladném období zcela vytápěny. Zimní období nazývala svým „zimním vězením“.
Její zničené zdraví a smrt jejího bratra vyvolaly v Evženii velký zájem o náboženství. Jako dcera protestanta a katoličky byla tolerantní a převážně ekumenickou křesťankou, která se soustředila na křesťanství jako celek a nechtěla se zavázat k určité větvi křesťanství. Nelíbila se jí rozdělení a neshody mezi různými křesťanskými větvemi. Inspirovala se učením Tomáše Kempenského a podporovala obrozenecké hnutí Carla Olofa Rosenia, které jí doporučila její dvorní dáma Josefína Hamiltonová. Během zimy 1878–79 si pozvala kazatele Granvilla Waldegrava, 3. barona Radstocka, aby pro ni kázal.
Paralelně s tím princezna Evženie po svém krizovém roce projevila zájem o charitu a filantropii, který rostl s tím, jak ji její zdraví nutilo vzdát se svých zájmů v umění. Po smrti své matky v roce 1876 zdědila jmění. Neutrácela však mnoho peněz. Hrabě Lewenhaupt si například všiml, že během noci na jeho panství nejedla nic jiného než vařenou mrkev a trochu převařené vody. Volně rozdávala své peníze do té míry, že její bratr král dával pokyny guvernérům ve městech, která jeho sestra navštívila, aby „chránili“ sestru před „drzými žebráky“. Většina jejích peněz byla utracena na charitativní projekty, a to natolik, že ji její bratr Oskar II. požádal, aby rodině schovala něco z dědictví po matce. Jeho přání respektovala ve své závěti z roku 1885, kde nechala dvě třetiny svého jmění svým synovcům a zbytek rozdělila charitám. Princezna Evženie zemřela po dlouhé době nemoci 23. dubna 1889, těsně před svými 59. narozeninami.

## Umělkyně

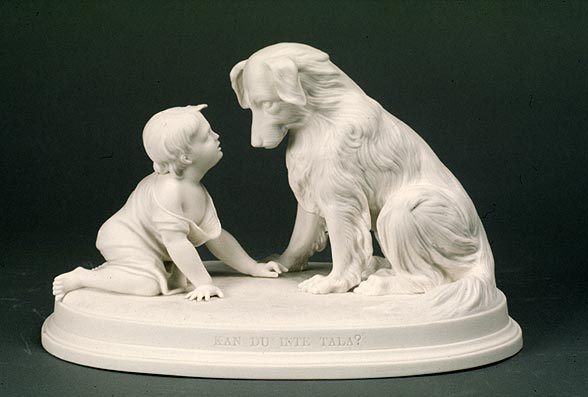
Kan du inte tala?

Princezna Evženie byla aktivní v mnoha formách umění. Skládala hudbu se svým bratrem princem Gustavem, vévodou z Upplandu. Složila několik písní a klavírních skladeb. Jako hudebnice často pořádala koncerty. Byla dobrou přítelkyní skladatelky Lotteny Edholmové.
Vystudovala malbu a kresbu. Jako malířka je známá svými akvarelovými obrazy ze života na královském dvoře. Obrázky ilustrují jak každodenní život na dvoře, tak i výlety, cestování a plesy a mají podobný styl jako ty od Fritze von Dardel. Má se za to, že měla skutečný malířský talent, ale její společenské postavení a pohlaví jí nedovolily rozvinout její talent, protože nebylo považováno za vhodné, aby studovala anatomii dospělých mužů. Její matka jí odmítla dovolit studovat nahé modely. Později podporovala snahy svého synovce prince Evžena, který se také stal malířem.
Působila také jako sochařka a žákyně J. P. Molina. Asi nejznámějším uměleckým dílem, které je jí připisováno, je porcelánová figurka psa a dítěte sedících naproti sobě s názvem Kan du inte tala? („Neumíš mluvit?“), která byla vyrobena v Gustavsbergu. Její práce byla vystavena na výstavě umění ve Stockholmu v roce 1866. V listopadu 1873 byla uvedena jako čestná členka Královské švédské akademie umění.
Jako spisovatelka vydala Evženie v roce 1864 Svenska prinsessor („Švédské princezny“). Z němčiny také přeložila Korsets Skola („Křížová škola“) M. F. Roose. Jednou z jejích přátel byla spisovatelka Lina Sandellová.
Evženie použila příjmy ze svého umění k financování charity. Ze zdravotních důvodů musela nakonec s uměním skončit a zcela se obrátila na charitu.

## Filantropie

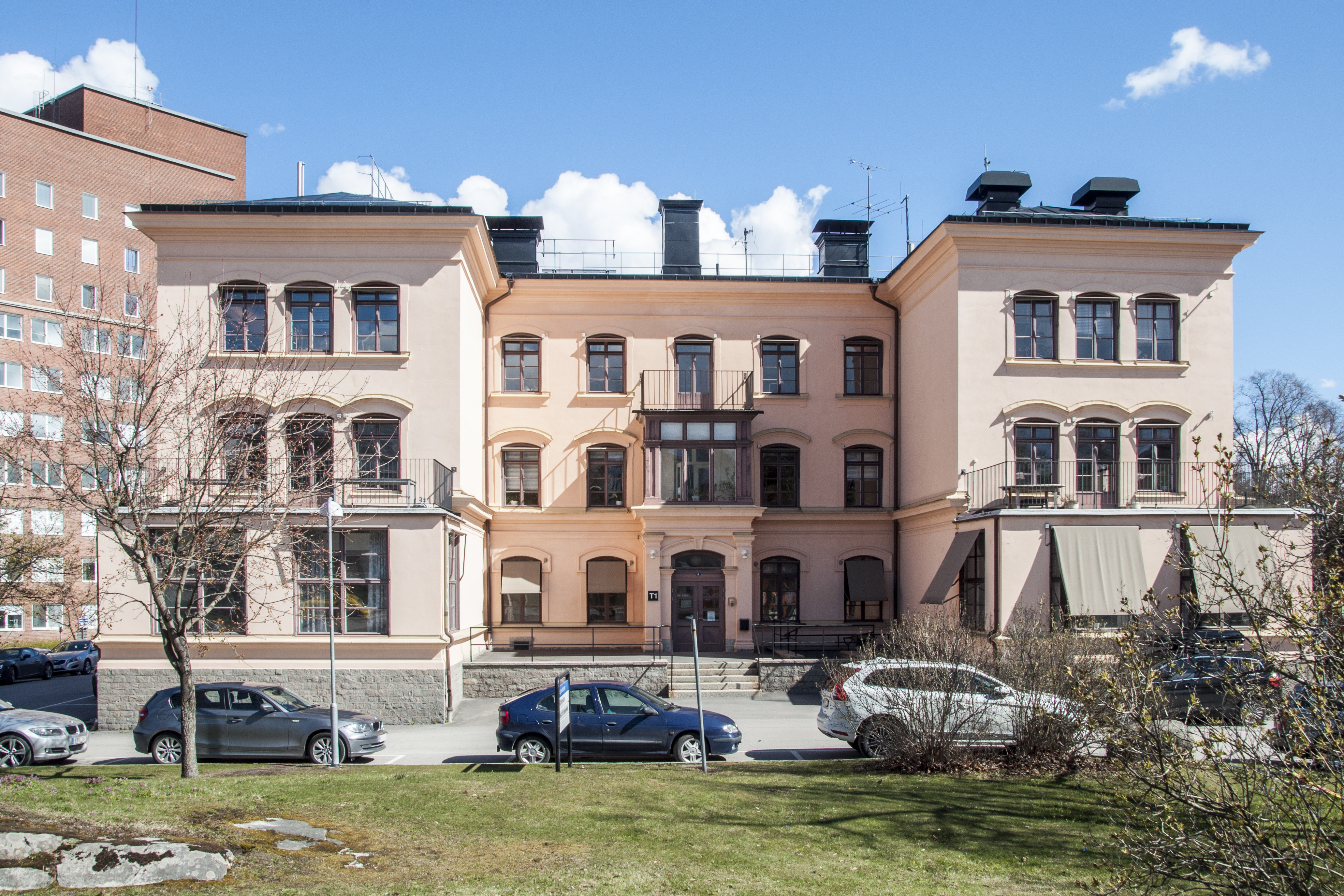
Hlavní budova (2017) Eugeniahemmetu, která byla otevřena v roce 1886 s princeznou jako předsedkyní

Princezna Evženie byla oceněna jako filantropka C. D. af Wirsénem v jeho básni De lidandes furstinna („Princezna mučených“) z roku 1890.
Její filantropická práce byla zaměřena na Gotland a její letní vilu Fridhem. V roce 1866 založila sirotčinec pro chlapce a o tři roky později sirotčinec pro dívky, oba připojené k její vile a pod jejím osobním dohledem.
V roce 1869 založila Gotlands sjukhem (Gotlandská nemocnice) pro nevyléčitelně nemocné, financovanou drahokamy její babičky Désirée Clary. V roce 1875 založila sdružení na podporu rybářů na západním pobřeží Gotlandu.
V roce 1881 spolu s biskupem L. A. Anjou založili Visby stadsmission (Mise města Visby). V roce 1885 spolu se svou přítelkyní Adéle Rudenschöldovou založily spolek na ochranu zvířat, od roku 1888 přejmenovaný na Gotlands djurskyddsförening (Spolek na ochranu zvířat na Gotlandu).
Podporovala také nevidomé a chudé studenty. Přispívala do Fjellstedtovy školy v Uppsale a také do Lapplandsmissionen (Laponská misie).

## Příklady skladeb

### Klavírní skladby
- Drottning Josephinas polonaise (Polonéza královny Josefíny) (1854)
- Louisa vals (Luisin valčík) (1858?)
- La priere (1844)
- Sorgmarsch (Smuteční marš), na památku královny Luisy (1871)
- Tullgarns-galopp (Tullgarnský cval) (1853)

### Písně
- Novemberkvällen (Listopadový večer)
- Fiskaren (Rybář) (1850)
- Romans vid piano (Romantika u klavíru) (1859)
- Sång Orden af Tibell (Řád písní Tibell) (1863)
- Augusta-dagen (Den Augusty) (1865)

## Erb a monogram
| Erb princezny Evženie | Královský monogram princezny Evženie |

## Vývod z předků
|                 |                                              |  |                         |                                                       |  |  |  |  |  |  |  | Jean Bernadotte |
|                 |                                              |  |                         |                                                       |  |  |  |  |  |  |  |                 |
|                 | Jean Henri Bernadotte                        |  |                         |                                                       |  |  |  |  |  |  |  |                 |
|                 |                                              |  |                         |                                                       |  |  |  |  |  |  |  |                 |
|                 |                                              |  |                         | Marie du Pucheu                                       |  |  |  |  |  |  |  |                 |
|                 |                                              |  |                         |                                                       |  |  |  |  |  |  |  |                 |
|                 | Karel XIV.                                   |  |                         |                                                       |  |  |  |  |  |  |  |                 |
|                 |                                              |  |                         |                                                       |  |  |  |  |  |  |  |                 |
|                 |                                              |  |                         | Jean de Saint Vincent                                 |  |  |  |  |  |  |  |                 |
|                 |                                              |  |                         |                                                       |  |  |  |  |  |  |  |                 |
|                 | Jeanne de Saint-Jean                         |  |                         |                                                       |  |  |  |  |  |  |  |                 |
|                 |                                              |  |                         |                                                       |  |  |  |  |  |  |  |                 |
|                 |                                              |  |                         | Marie d'Abbadie de Sireix                             |  |  |  |  |  |  |  |                 |
|                 |                                              |  |                         |                                                       |  |  |  |  |  |  |  |                 |
|                 | Oskar I.                                     |  |                         |                                                       |  |  |  |  |  |  |  |                 |
|                 |                                              |  |                         |                                                       |  |  |  |  |  |  |  |                 |
|                 |                                              |  |                         | Joseph Clary                                          |  |  |  |  |  |  |  |                 |
|                 |                                              |  |                         |                                                       |  |  |  |  |  |  |  |                 |
|                 | François Clary                               |  |                         |                                                       |  |  |  |  |  |  |  |                 |
|                 |                                              |  |                         |                                                       |  |  |  |  |  |  |  |                 |
|                 |                                              |  |                         | Françoise Agnès Ammoricová                            |  |  |  |  |  |  |  |                 |
|                 |                                              |  |                         |                                                       |  |  |  |  |  |  |  |                 |
|                 | Désirée Clary                                |  |                         |                                                       |  |  |  |  |  |  |  |                 |
|                 |                                              |  |                         |                                                       |  |  |  |  |  |  |  |                 |
|                 |                                              |  |                         | Joseph Ignace Somis                                   |  |  |  |  |  |  |  |                 |
|                 |                                              |  |                         |                                                       |  |  |  |  |  |  |  |                 |
|                 | Françoise Rose Somis                         |  |                         |                                                       |  |  |  |  |  |  |  |                 |
|                 |                                              |  |                         |                                                       |  |  |  |  |  |  |  |                 |
|                 |                                              |  |                         |                                                       |  |  |  |  |  |  |  |                 |
|                 |                                              |  |                         |                                                       |  |  |  |  |  |  |  |                 |
| Evženie Švédská |                                              |  |                         |                                                       |  |  |  |  |  |  |  |                 |
|                 |                                              |  |                         |                                                       |  |  |  |  |  |  |  |                 |
|                 |                                              |  | François de Beauharnais |                                                       |  |  |  |  |  |  |  |                 |
|                 |                                              |  |                         |                                                       |  |  |  |  |  |  |  |                 |
|                 | Alexandre de Beauharnais                     |  |                         |                                                       |  |  |  |  |  |  |  |                 |
|                 |                                              |  |                         |                                                       |  |  |  |  |  |  |  |                 |
|                 |                                              |  |                         | Marie Anne Henriette Françoise Pyvartová de Chastullé |  |  |  |  |  |  |  |                 |
|                 |                                              |  |                         |                                                       |  |  |  |  |  |  |  |                 |
|                 | Evžen de Beauharnais                         |  |                         |                                                       |  |  |  |  |  |  |  |                 |
|                 |                                              |  |                         |                                                       |  |  |  |  |  |  |  |                 |
|                 |                                              |  |                         | Joseph-Gaspard de Tascher de La Pagerie               |  |  |  |  |  |  |  |                 |
|                 |                                              |  |                         |                                                       |  |  |  |  |  |  |  |                 |
|                 | Joséphine de Beauharnaisová                  |  |                         |                                                       |  |  |  |  |  |  |  |                 |
|                 |                                              |  |                         |                                                       |  |  |  |  |  |  |  |                 |
|                 |                                              |  |                         | Rose Claire des Vergers de Sannois                    |  |  |  |  |  |  |  |                 |
|                 |                                              |  |                         |                                                       |  |  |  |  |  |  |  |                 |
|                 | Joséphine de Beauharnaisová mladší           |  |                         |                                                       |  |  |  |  |  |  |  |                 |
|                 |                                              |  |                         |                                                       |  |  |  |  |  |  |  |                 |
|                 |                                              |  |                         | Fridrich Michael Falcko-Birkenfeldský                 |  |  |  |  |  |  |  |                 |
|                 |                                              |  |                         |                                                       |  |  |  |  |  |  |  |                 |
|                 | Maxmilián I. Josef Bavorský                  |  |                         |                                                       |  |  |  |  |  |  |  |                 |
|                 |                                              |  |                         |                                                       |  |  |  |  |  |  |  |                 |
|                 |                                              |  |                         | Marie Františka Falcko-Sulzbašská                     |  |  |  |  |  |  |  |                 |
|                 |                                              |  |                         |                                                       |  |  |  |  |  |  |  |                 |
|                 | Augusta Bavorská                             |  |                         |                                                       |  |  |  |  |  |  |  |                 |
|                 |                                              |  |                         |                                                       |  |  |  |  |  |  |  |                 |
|                 |                                              |  |                         | Jiří Vilém Hesensko-Darmstadtský                      |  |  |  |  |  |  |  |                 |
|                 |                                              |  |                         |                                                       |  |  |  |  |  |  |  |                 |
|                 | Augusta Vilemína Marie Hesensko-Darmstadtská |  |                         |                                                       |  |  |  |  |  |  |  |                 |
|                 |                                              |  |                         |                                                       |  |  |  |  |  |  |  |                 |
|                 |                                              |  |                         | Luisa Leiningensko-Heidesheimská                      |  |  |  |  |  |  |  |                 |
|                 |                                              |  |                         |                                                       |  |  |  |  |  |  |  |                 |